# Oplognathus helmreicheni
Oplognathus helmreicheni är en skalbaggsart som beskrevs av Ohaus 1905. Oplognathus helmreicheni ingår i släktet Oplognathus och familjen Rutelidae. Inga underarter finns listade i Catalogue of Life.